# Stefaan Poedts
Stefaan Poedts (13 oktober 1962, Etterbeek) is een Belgisch wiskundige en als gewoon hoogleraar verbonden aan de Katholieke Universiteit Leuven. Hij is daar werkzaam op de afdeling Plasma-Astrofysica van het Departement Wiskunde. Hij specialiseert zich in het bestuderen en voorspellen van ruimteweer en zonnewinden die het leven op aarde en de telecommunicatie beïnvloeden.

## Carrière
Poedts voltooide zijn studie toegepaste wiskunde in 1984 aan de Katholieke Universiteit Leuven. Vier jaar later promoveerde hij aan dezelfde universiteit op het proefschrift Heating of the solar corona by resonant absorption of magnetic waves met als promotor Marcel Goossens. Vervolgens werkte Poedts voor de periode van een jaar als postdoctoraal onderzoek aan de Katholieke Universiteit Leuven om vervolgens over te stappen naar het Max Planck Instituut in Duitsland. In 1991 maakte hij de overstap naar het FOM-Instituut voor Plasmafysica Rijnhuizen in Nederland waar hij in 1995 benoemd werd tot senior onderzoeker. Het jaar erop is Poedts wederom voor de Katholieke Universiteit Leuven gaan werken en in 2000 werd hij benoemd tot hoogleraar. In 2003 werd Poedts benoemd tot gewoon hoogleraar.
In 2008 werd Poedts herverkozen als voorzitter van de European Solar Physics Division en in 2012 werd hij verkozen als EPS fellow. Hetzelfde jaar werd hij lid van het Space Weather Working Team (SWWT) van ESA. Sinds 1 augustus 2015 is hij voorzitter van het Departement Wiskunde aan de Katholieke Universiteit Leuven waarmee hij Walter Van Assche opvolgt.

## Publicaties (selectie)
- J.P. Goedbloed, R. Keppens & S. Poedts (2010). Advanced magnetohydrodynamics: with applications to laboratory and astrophysical plasmas, Cambridge University Press: Camebridge
- J.P. Goedbloed & S. Poedts (2004). Principles of magnetohydrodynamics: with applications to laboratory and astrophysical plasmas, Cambridge University Press: Camebridge
- S. Poedts & R. Keppens (1996). Parallel computational magneto-fluid dynamics : nonlinear dynamics of thermonuclear, astrophysical, and geophysical plasmas and fluids; First annual report of massively parallel computing cluster project 95MPR04, FOM-Instituut voor Plasmafysica Rijnhuizen: Nieuwegein
- S. Poedts, A. de Ploey & J.P. Goedbloed (1996). MHD stability analysis of the KT-2 tokamak plasma, FOM-Instituut voor Plasmafysica Rijnhuizen: Nieuwegein
- G.T.A. Huysmans, J.P. Goedbloed and S. Poedts (1991). External resistive modes and toroidicity induced Alfvén Eigenmodes in Tokamaks : extensions of the numerical program CASTOR for the investigation of ideal and resistive MHD stability of jet discharges, FOM-Instituut voor Plasmafysica Rijnhuizen: Nieuwegein